# Impatiens glandulifera
Impatiens glandulifera (Royle) или хималајски балзам је велика једногодишња биљка пореклом са Хималаја. 
Захваљујући дејству човека  присутна у већем делу северне хемисфере и сматра се инвазивном врстом у многим областима. Чупање или сечење биљака је ефикасан начин контроле.  
У Европи, хималајски балзам је од 2017. године уврштен на листу инвазивних страних врста од забринутости Уније (листу Уније). То значи да се врста не може увозити, узгајати, транспортовати, комерцијализовати, садити или намерно пуштати у животну средину у целој Европској унији.     

## Етимологија
Специфични епитет glandulifera је сложена реч од glandula што значи 'мала жлезда' и ferre што значи 'носити'.

## Опис
Обично нарасте до 1 до 2 м у висину, са меком зеленом или црвеном нијансом стабљике и копљастим листовима дугим 5 до 23 цм. Згњечено лишће има јак мирис плијесни. Испод стабљика листа биљка има жлезде које производе лепљив, слатког мириса и јестиви нектар. Цветови су ружичасти, са капуљачом, 3 до 4 цм високи и 2 цм широки. Облик цвета је упоређен са полицијским шлемом.
Након цветања између јуна и октобра, биљка формира семенске махуне дуге 2 до 3 цм  и 8 мм широке, које експлодирају када се узнемире, расипајући семе до 7 метара.
Зелене махуне, семе, млади листови и изданци су јестиви. Цвеће се може претворити у џем или парфе.
Биљка се налази на првом месту за дневну производњу нектара по цвету у истраживању биљака у Великој Британији које је спровео пројекат АгриЛанд који подржава Британска иницијатива за опрашиваче инсеката. Међутим, када се узме у обзир број цветова по цветној јединици, бројност цветова и фенологија, испао је из првих десет за већину нектара по јединици покривача годишње, као и све биљке које су се пласирале у првих десет по дневној производњи нектара по цвету, са изузетком гавеза (Symphitum officinale)

## Дистрибуција и станиште
Хималајски балзам је пореклом са Хималаја, посебно из области између Кашмира и Утаракханда. У свом природном подручју обично се налази на висинама између 2000 и 2500 м надморске висине, иако је забележено и до 4000 м надморске висине.
У Европи је биљку први пут увео у Уједињено Краљевство Џон Форбс Ројл, професор медицине на Кингс колеџу у Лондону који је постао управник Ботаничке баште, Сахаранпур, Индија. Сада је постала натурализована и распрострањена широм речних обала. Тренутно се може наћи скоро свуда широм континента.

## Инвазивне врсте
Хималајски балзам се понекад узгаја због цвећа. Сада је широко распрострањен у другим деловима света (као што су Британска острва и Северна Америка), у неким случајевима постајући коров. Његово агресивно ширење семена, заједно са високом производњом нектара који привлачи опрашиваче, често му омогућава да надмаши домаће биљке. Инвазивни хималајски балзам такође може негативно да утиче на аутохтоне врсте привлачећи опрашиваче (нпр. инсекте) на рачун аутохтоних врста.
Уништавање приобалних састојина хималајског балзама може отворити станиште за агресивније инвазивне биљке као што је јапански дресник и помоћи у ширењу семена тако што се испуштено семе лепи за ципеле.

## Синоними
- Balsamina glandulifera (Royle) Ser.
- Balsamina macrochila (Lindl.) Ser.
- Balsamina roylei (Walp.) Ser.
- Impatiens macrochila Lindl.
- Impatiens roylei Walp.